# Rafael Salguero
Rafael Salguero Sandoval (* 3. Dezember 1946 in Guatemala) ist ein guatemaltekischer Fußballfunktionär.
Von Beruf Rechtsanwalt war er zwischen 1976 und 1990 Präsident des guatemaltekischen Fußballverbandes. Von 2007 bis 2015 war er Mitglied des FIFA-Exekutivkomitees. Er wurde von der CONCACAF  im Mai 2011 für eine zweite Vier-Jahres-Periode bis 2015 wiedergewählt.
2016 wurde Salguero in den USA festgenommen. Nach Kooperation mit den Behörden wurde er unter Hausarrest gestellt. Salguero bekannte sich der Korruption schuldig. 2018 wurde er verurteilt, die Strafe gilt durch den zweijährigen Hausarrest als abgeleistet. Im April 2020 verkündete das Justizministerium der USA, Salguero habe für seine Stimme zur Wahl Russlands als Austragungsort der Fußballweltmeisterschaft 2018 in Russland eine Million Dollar als Bestechungsgeld erhalten.